# Nueva Zelanda en los Juegos Olímpicos de Innsbruck 1976
Nueva Zelanda estuvo representada en los Juegos Olímpicos de Innsbruck 1976 por un total de 5 deportistas que compitieron en esquí alpino.  
El portador de la bandera en la ceremonia de apertura fue el esquiador Stuart Blakely. El equipo olímpico neozelandés no obtuvo ninguna medalla en estos Juegos.